# Tropidosteptes geminus
Tropidosteptes geminus är en insektsart som först beskrevs av Thomas Say 1832.  Tropidosteptes geminus ingår i släktet Tropidosteptes och familjen ängsskinnbaggar. Inga underarter finns listade i Catalogue of Life.